# Barnes Ridge
Barnes Ridge ist ein 11 Kilometer langer Gebirgszug im westantarktischen Ellsworthland. Er erstreckt sich zwischen dem Young-Gletscher und dem Ellen-Gletscher auf der Ostseite der Sentinel Range im Ellsworthgebirge.
Der United States Geological Survey kartierte ihn anhand eigener Vermessungen und Luftaufnahmen der United States Navy zwischen 1957 und 1959. Das Advisory Committee on Antarctic Names benannte ihn nach Stephen Sherwood Barnes (1915–2010), wissenschaftlicher Leiter der Byrd-Station im Jahr 1958.